# Берёзовка (Полесский район)
Берёзовка — посёлок в Полесском муниципальном округе Калининградской области.

## География
Находится в северной части Калининградской области, в зоне хвойно-широколиственных лесов, к северу от автодороги 27А-145, на расстоянии примерно 11 километров (по прямой) к востоку-юго-востоку от города Полесска, административного центра района. Абсолютная высота — 5 метров над уровнем моря.

### Климат
Климат характеризуется как переходный от морского к умеренно континентальному. Среднегодовая температура воздуха — 7,2 °C. Средняя температура воздуха самого холодного месяца (января) — −5 — −2 °C (абсолютный минимум — −35 °C); самого тёплого месяца (июля) — 22,4 °C (абсолютный максимум — 37 °C). Продолжительность периода активной вегетации составляет около 135—150 дней. Годовое количество атмосферных осадков — 700—900 мм, из которых большая часть выпадает в тёплый период.

### Часовой пояс
Посёлок Берёзовка как и вся Калининградская область, находится в часовой зоне МСК−1. Смещение применяемого времени относительно UTC составляет +2:00.

## История
Посёлок Берёзовка был образован в 1947 году путём объединения пяти населённых пунктов: Бургсдорф, Фридрихсфельде, Хайлигенхайн (до 1938 года назывался Гайдлаукен), Кляйнбургсдорф (до 1938 года назывался Петрушкемен) и Шёнвальде. В период с 2008 по 2017 годы Берёзовка входила в состав Саранского сельского поселения Полесского района, с 2017 по 2022 годы — в состав Полесского городского округа.

## Население
| 1939 | 2002 | 2010 | 2012 | 2013 |
| ---- | ---- | ---- | ---- | ---- |
| 772  | ↘85  | ↗96  | ↗106 | ↘104 |

### Национальный состав
Согласно результатам переписи 2002 года, в национальной структуре населения русские составляли 91 %.